# 東亜紙巧業
東亜紙巧業株式会社（とうあしこうぎょう）は、東京都板橋区に本社を置く包装資材製造メーカー。浮き上げ・押し込み・箔押しを一工程で行う技術を日本で初めて実用化した。

## 沿革
1935年、神谷誠太郎により東亜紙業の名称で創業。1944年に株式会社組織となり、東亜紙巧業株式会社に社名が変更された。「巧」は事業が巧くいくことを願って追加されたものである。
創業以来パッケージ印刷の専門企業として事業を行っており、戦後はポーラ化粧品、富士写真フイルムなど大手企業の製品パッケージを手がけている。1954年の高度成長期以降、工場の増設・新設を繰り返し拡大を続け、1976年には手狭になった三鷹工場に代えて顧客の多い静岡県の富士宮に工場建設を開始した。
また同じ年には贈答品向けにオリジナル包装紙の製造販売を行う関連会社のゾナルト アンド カンパニーが青山に店舗を開店、包装のノウハウを有料提供するなどの施策で1986年には年商5億の事業となった。
1994年8月には富士宮工場を東亜富士巧業株式会社として分社化し、効率化を図っている。
- 1935年 - 印刷、紙器、デザインの営業開始。
- 1944年 - 東亜紙巧業株式会社設立。
- 1944年 - 本社、杉並工場を設立。
- 2009年 - 本社、営業部を板橋に移転。
- 2011年 - 株式会社三晃社を吸収合併。
- 2012年 - 株式会社有功社を吸収合併。

## 関連会社
- 東亜富士巧業
- 有功社
- ゼットアンドケイ（旧・ゾナルト アンド カンパニー）

## 注
1. ↑  「エンボスで差別化訴求 印刷加工サンプル帳を作成 東亜紙巧業」『月刊カートン&ボックス』第29巻第5号、日報アイ・ビー、2010年5月、36頁、ISSN 0916-4960。
2. 1 2 3  「企業紹介 技術重視の高品質パッケージ印刷 東亜紙巧業」『長銀総研L』第12巻第8号、長銀総合研究所、1995年8月、18-19頁、ISSN 0918-6611。
3. ↑  「富士宮市に新工場建設 東亜紙巧業」『日経産業新聞』昭和51年（1976年）11月23日付7面。
4. ↑  「高感度企業 明日への挑戦 ゾナルト・アンド・カンパニー 〝夢のある生活〟めざす ラッピングソフトにも力」『日経産業新聞』1989年（平成元年）12月12日付12面。
5. ↑  「包み方のコツも提供」『日経流通新聞』昭和61年（1986年）7月31日付15面。